# 永安寺 (高岡市)
永安寺（えいあんじ）は、富山県高岡市にある曹洞宗の寺院。山号は海雲山。

## 歴史
- 明徳4年（1393年） - 瑞雲恵俊により礪波郡下中条村に「海雲寺」として創建。
- 寛永20年（1643年） - 礪波郡の十村であった川合又右衛門により現在地に移転し、「永安寺」に改称。
- 昭和33年（1958年） - 加賀藩の宿泊施設であった戸出御旅屋の門が永安寺に移築。
- 昭和42年（1967年） - 戸出御旅屋の門が高岡市指定文化財に指定[1]。
- 平成25年（2013年） - 戸出御旅屋の門が高岡市戸出コミュニティセンターに移築・修復。

## 伽藍
- 本堂
- 総門
- 開山堂
- 方丈
- 観音堂
- 金毘羅堂
- 甍塚 - 松尾芭蕉の句碑。尾崎康工により建立。

## 文化財
- 戸出御旅屋の門（高岡市指定文化財）